# Dubai Towers Doha
Dubai Towers Doha ist der Name einer ruhenden Wolkenkratzerbaustelle in der Hauptstadt Doha von Katar.
Der Wolkenkratzer wird von Dubai International Properties entwickelt und sollte ursprünglich 2011 fertiggestellt werden. Der 437 Meter hohe Wolkenkratzer soll von der Investmentgruppe Jumeirah genutzt werden. Es sind 91 Etagen geplant. Die Arbeiten an dem Gebäude wurden im Spätsommer 2010 gestoppt (der Rohbau umfasst etwa 30 Etagen). Damit ist das Hochhaus das vierte Großprojekt in der Stadt, an dem die Arbeiten eingestellt wurden. Die anderen sind der Doha Convention Center Tower, der Qatar National Bank Tower und der Al Quds Endowment Tower, die alle allerdings um die 500 Meter messen sollen. Ein neuer Eröffnungstermin liegt bisweilen nicht vor.